# Bernerhaus (Baden)

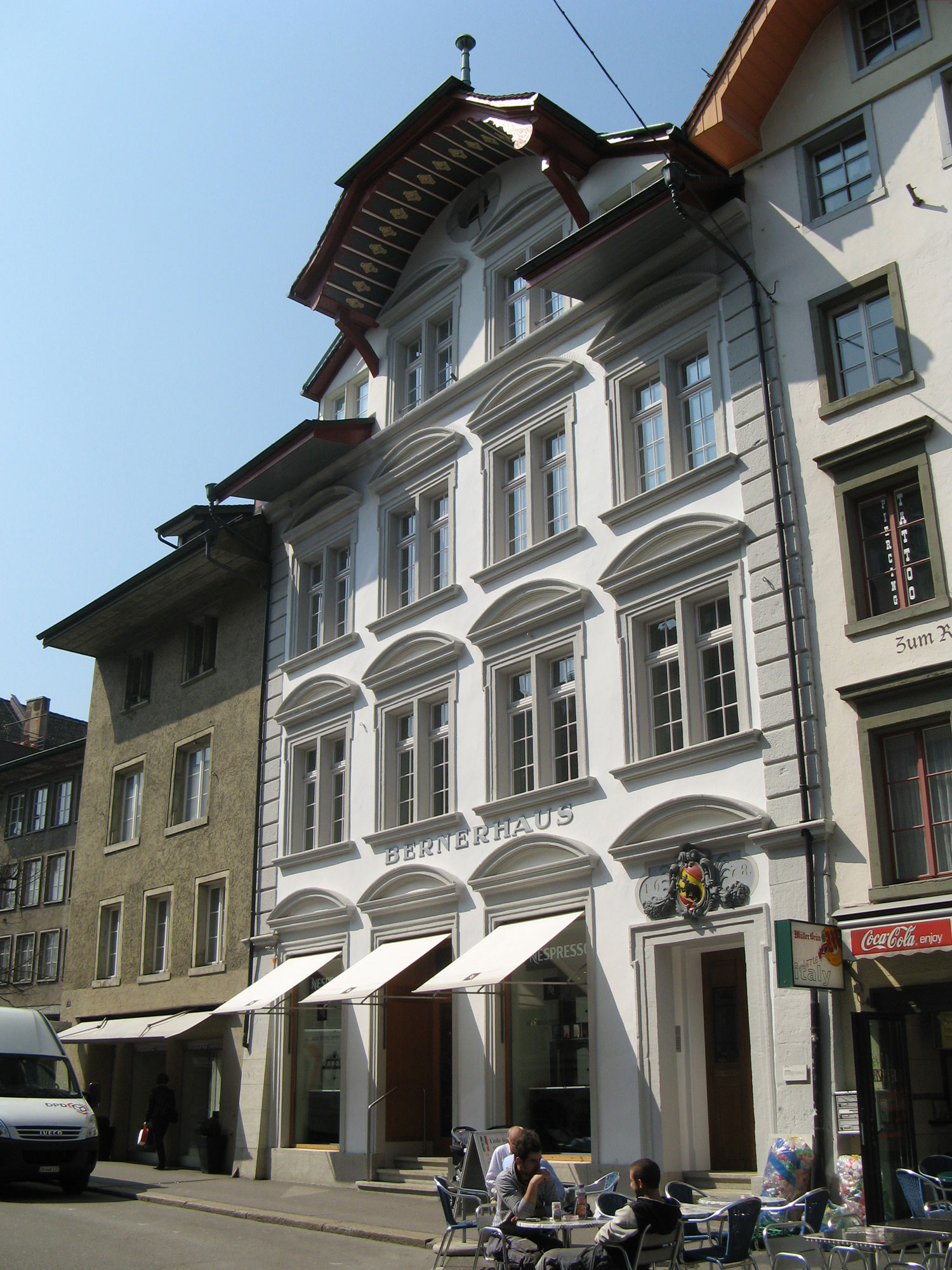
Bernerhaus

Das Bernerhaus (auch ehemaliges Bernerhaus genannt) ist ein denkmalgeschütztes Gebäude in Baden in der Schweiz. Es steht im westlichen Teil der Altstadt an der Weiten Gasse, auf halbem Weg zwischen dem Stadtturm und dem Bezirksgebäude. Von den übrigen Gebäuden der Altstadt unterscheidet es sich durch die im Kanton Bern weit verbreitete, im östlichen Aargau aber nahezu unbekannte Ründe.
Baden war vom 15. bis zum 18. Jahrhundert der wichtigste Versammlungsort der Tagsatzungen der Eidgenossenschaft, doch nur Bern besass hier eine eigene Absteige für seine Abgesandten. Ab 1564 logierten sie zunächst im Haus «Zum Grünen Berg» am Cordulaplatz. 1665 tauschte Bern dieses Gebäude gegen ein grösseres in der Weiten Gasse. Bald genügte es den hohen Anforderungen nicht mehr und wurde 1676 abgebrochen. Daraufhin entstand nach den Plänen von Werkmeister Abraham Dünz ein barocker Neubau, der im März 1678 vollendet war. Während des Badener Friedenskongresses von 1714 wohnte hier der französische Botschafter Charles-François de Vintimille du Luc; sein Arbeitszimmer im ersten Obergeschoss steht ebenfalls unter Denkmalschutz. Bern erwarb 1719 das hinten angrenzende Haus an der Mittleren Gasse, liess es 1734 abbrechen und durch einen Neubau ersetzen, der über eine Galerie mit dem vorderen Teil verbunden ist. Heute befinden sich im Bernerhaus mehrere Geschäftslokale und Wohnungen.